# Victor Delplanque
Victor Delplanque (* 6. Mai 1881 in Taintegnies, Hainaut, Belgien; † 3. September 1944 im KZ Buchenwald) war ein französischer Unternehmer, Widerstandskämpfer gegen den Nationalsozialismus in der Résistance und Häftling im KZ Buchenwald.

## Leben
Delplanque war ein Unternehmer und beteiligte sich am französischen Widerstand gegen die Besetzung des Landes durch die Wehrmacht. Am 16. August 1944 wurde er in Mailly-Maillet festgenommen. Der Konvoi zum Transport in ein Kriegsgefangenenlager wurde zwei Tage später in das KZ Buchenwald umgelenkt. Am 23. August 1944 wurde er in das KZ Buchenwald eingeliefert und erhielt die Häftlingsnummer 81555. Zwölf Tage nach seiner Einlieferung im Kleinen Lager verstarb er.
Victor Delplanque war der Ehemann von Henriette Leroy Marguerite.